# Aldo Díaz
Aldo Díaz (Durazno, Uruguay, 28 de mayo de 1975) es un exfutbolista uruguayo que se retiró como delantero en Tacuarembó de la Segunda División de Uruguay. Actualmente juega en OFI, en la Selección de Paso de los Toros. A pesar de haber nacido en Durazno, se lo considera isabelino.
Jugó en diversos equipos, fundamentalmente de la Primera División de Uruguay, aunque también formó parte de equipos de la OFI y tuvo pasajes fuera de su país. Es un referente del Tacuarembó Fútbol Club, con el que debutó en primera división en 1999 (primer año de existencia del club) y del que es el goleador histórico. Su primer gol fue el 12 de septiembre de 1999, en un partido disputado frente a Huracán Buceo, donde convirtió el 1 a 1 transitorio.

## Retiro
Aldo Díaz, a los 42 años de edad, jugaría su último partido como profesional el 25 de noviembre de 2017, partido que enfrentaba a Tacuarembó frente a Progreso, juego correspondiente a la fecha 30 del Campeonato Uruguayo de Segunda División. Tacuarembó ganaría el encuentro por 3 a 0, donde Aldo Díaz marcaría dos goles.

## Clubes
| Club              | País       | Año         |
| ----------------- | ---------- | ----------- |
| Tacuarembó        | Uruguay    | 1999 - 2001 |
| Liverpool         | Uruguay    | 2001        |
| Deportivo Colonia | Uruguay    | 2002        |
| Central Español   | Uruguay    | 2002 - 2003 |
| Tacuarembó        | Uruguay    | 2003 - 2005 |
| Deportivo Colonia | Uruguay    | 2005        |
| Brujas Escazu     | Costa Rica | 2005        |
| Tacuarembó        | Uruguay    | 2006 - 2009 |
| Deportivo Italia  | Venezuela  | 2007        |
| Bella Vista       | Uruguay    | 2009        |
| Liverpool         | Uruguay    | 2009 - 2010 |
| Tacuarembó        | Uruguay    | 2010 - 2017 |

## Palmarés

### Torneos nacionales
| Título                  | Club       | País    | Año  |
| ----------------------- | ---------- | ------- | ---- |
| Torneo Reclasificatorio | Tacuarembó | Uruguay | 2004 |
| Segunda División        | Tacuarembó | Uruguay | 2014 |

### Distinciones individuales
| Distinción                                          | Año             |
| --------------------------------------------------- | --------------- |
| Máximo goleador del Campeonato Uruguayo (15 goles)  | 2006-07         |
| Máximo goleador de la Segunda División (19 goles)   | 2013-14         |
| Máximo goleador histórico de Tacuarembó (147 goles) | 2013 - Presente |